# Cacatuini
Cacatuini – plemię ptaków z podrodziny kakadu (Cacatuinae) w rodzinie kakaduowatych (Cacatuidae).

## Zasięg występowania
Plemię obejmuje gatunki występujące w  Australazji, we wschodniej Indonezji i na Filipinach.

## Systematyka
Do plemienia należą następujące rodzaje:
- Callocephalon Lesson, 1837 – jedynym przedstawicielem jest Callocephalon fimbriatum (J. Grant, 1803) – kakadu krasnogłowa
- Eolophus Bonaparte, 1854 – jedynym przedstawicielem jest Eolophus roseicapilla (Vieillot, 1817) – kakadu różowa
- Cacatua Vieillot, 1817